# Ole Chievitz
Ole Chievitz (26. oktober 1883 i København ‑ 26. december 1946 smst) var modstandsmand under besættelsen, medlem af Danmarks Frihedsråd og overlæge for Finsensinstituttets kirurgiske afdeling og Radiumstationen samt professor ved den kliniske praktikantundervisning i kirurgi.
I 1915‑16 gjorde han tjeneste ved de store feltlazaretter i Aachen og Trier.
I 1918 og under den finske vinterkrig i 1939‑40 var han chef for Dansk Røde Kors' finlandsambulance. Denne virksomhed blev afbrudt ved Danmarks besættelse den 9. april 1940.
Umiddelbart efter sin hjemkomst til Danmark tog Chievitz til orde mod besættelsesmagten og mod regeringens samarbejdspolitik. I april 1942 var han med til at stifte det illegale blad Frit Danmark.
Chievitz var blandt de medlemmer af Frit Danmarks første redaktionskomite, der blev arresteret i december 1942. Hans arrestation vakte opsigt i den danske befolkning og bidrog til at styrke modstandsbevægelsen. Chievitz blev løsladt i april 1943.
I marts 1944 blev han medlem af Danmarks Frihedsråd. I rådet repræsenterede han ikke noget bestemt parti. Han sad primært i rådet i kraft af dels sin tilknytning til faldskærmsfolk og hærens efterretningstjeneste. Endvidere var Chievitz medlem af Ringens hovedledelse.
Den 14. juni 1944 blev Chievitz atter arresteret, denne gang sammen med flere københavnske læger. Han blev dog løsladt efter et kort forhør.
Straks efter løsladelsen gik han under jorden og arbejdede til krigens slutning udelukkende for modstandsbevægelsen. Efter krigen og til sin død arbejdede han for det nu legale blad Frit Danmark.
Han blev udnævnt til æresdoktor ved universiteterne i København og Oslo for sin store humanitære indsats.